# Wadi Hammeh 27
Wadi Hammeh 27 est un site préhistorique de Jordanie, situé dans la vallée du Jourdain, près de Tabaqat Fahil, l'antique Pella. C'est un site daté du Natoufien ancien, vers 14500-13500 avant le présent.
Le site de Wadi Hammeh 27 comprend plusieurs construction de type résidentiel, ainsi que deux grandes constructions préfigurant les bâtiments communautaires des débuts du Néolithique. Le site est occupé durant plusieurs générations. Pour les fouilleurs du site, c'est un camp de base d'un groupe de chasseurs-cueilleurs. Ils ne considèrent pas qu'il s'agisse d'un véritablement établissement sédentaire, puisque selon eux le site est abandonné de manière intermittente. Cela s'oppose à la vision courante qui veut que le Natoufien ancien soit la période de début de la sédentarité.